# الطبراني
سليمان بن أحمد الطبراني (260 هـ / 873م - 360 هـ / 971م)، أحد علماء وأئمة أهل السنة والجماعة.
هو أبو القاسم، سليمان بن أحمد بن أيوب بن مطير اللَّخمي الشامي الطبراني، وسمي الطبراني نسبة إلى طبرية الشام قصبة كورة الأردن. ولد في شهر صفر سنة 260 هـ (873 م) بعكا بفلسطين من أم عكاوية، هو أحد رواة الحديث المشهورين وعلمائه.

## ألقابه
- الإمام،
- الحافظ،
- الثقة،
- الرحال الجوال،
- محدِّث الإسلام،
- علَمُ المعمَّرين،
- صاحب المعاجم الثلاثة.

## طلبه للعلم
ارتحل به أبوه، وحرص عليه، لأنه كان صاحب حديث[ ؟ ]، من أصحاب دحيم، فأوَّل ارتحاله كان سنة ثلاث وسبعين، فبقي في ارتحال ولقي الرجال ستة عشر عاماً، وكتب عمّن أقبل وأدبر، وبرع في هذا الشأن، وجمع وصنف، وعمّر دهراً طويلاً، وازدحم عليه المحدثون، ورحلوا إليه من الأقطار.

## شيوخه
- هاشم بن مرثد الطبراني،
- إسحاق الدبري،
- إدريس العطار،
- بشر بن موسى،
- حفص بن عمر،
- علي بن عبد العزيز،
- أبو زرعة الدمشقي وهو أبو زرعة عبد الرحمن بن عمرو الدمشقي،
- أبو علي بشر بن موسى الأسدي،
- عبد الله بن أحمد بن حنبل،
- النسائي،

وغيرهم.
كما لقي أصحاب يزيد بن هارون، وروح بن عبادة، أبي عاصم، وحجاج بن محمد، وعبد الرزاق الصنعاني، ولم يزل يكتب حتى كتب عن أقرانه، وحدَّث عن ألف شيخ أو يزيدون.

## تلامذته
- أبو خليفة الجمحي
- أبو عبد الله محمد بن إسحاق بن محمد بن يحيى ابن منده الأصبهاني
- أبو بكر أحمد بن موسى بن مردويه الأصبهاني
- أبو نعيم الأصبهاني
- أبو بكر محمد بن عبد الله بن أحمد بن إبراهيم ابن ريذة الأصبهاني وهو ممن روى معجم الطبراني الكبير والصغير
- ابن عقدة
- أحمد بن محمد الصحاف
- أبو عمر محمد بن الحسين البسطامي
- الحسين بن أحمد بن المرزبان
- أبو بكر بن أبي علي الذكواني
- أبو الفضل محمد بن أحمد الجارودي
- أبو الحسين بن فادشاه
- محمد بن عبيد الله بن شهريار
- عبد الرحمن بن أحمد الصفار
- أحمد بن عمرو بن عبد الخالق البصري
- أبو بكر البزار،

وغيرهم.

## ثناء العلماء عليه
- قال عنه الذهبي في تاريخ الإسلام: «الحافظ المشهور مُسْنَد الدنيا وكان من فرسان هذا الشأن مع الصدق والأمانة»[4] وقال عنه في سير أعلام النبلاء: «الإمام، الحافظ، الثقة، الرحال الجوال، محدث الإسلام».[5] وقال: «ولم يزل حديث الطبراني رائجاً، نافقاً، مرغوباً فيه، ولا سيما في زمان صاحبه ابن ريذة، فقد سمع منه خلائق، وكتب السّلفي عن نحو مئة نفس منهم».
- قال أبو بكر بن أبي علي المعدل: «الطبراني أشهر من أن يدل على فضله وعلمه، كان واسع العلم كثيرا التصانيف».
- وقال أبو نعيم: «سمعت أحمد بن بندار يقول: دخلت العسكر سنة ثمان وثمانين ومائتين، فحضرت مجلس عبدان، وخرج ليملي فجعل المستملي يقول له: إن رأيت أن تملي علي فيقول: حتى يحضر الطبراني قال: فأقبل أبو القاسم بعد ساعة متزراً بإزار مرتدياً بآخر، ومعه أجزاء، وقد تبعه نحو عشرين نفساً من الغرباء من بلدان شتى حتى يفيدهم الحديث».
- قال أبو بكر بن أبي علي: سأل والدي أبو القاسم الطبراني عن كثرة حديث[ ؟ ]ه فقال: «كنت أنام على البواري (يعني الحصير) ثلاثين سنة».
- قال أبو الحسين أحمد بن فارس اللغوي: سمعت الأستاذ ابن العميد يقول: "ما كنت أظن أن في الدنيا حلاوة ألذ من الرئاسة والوزارة التي أنا فيها، حتى شاهدت مذاكرة أبي القاسم الطبراني وأبي بكر الجعابي بحضرتي، فكان الطبراني يغلب أبا بكر بكثرة حفظه، وكان أبو بكر يغلب بفطنته وذكائه حتى ارتفعت أصواتهما، ولا يكاد أحدهما يغلب صاحبه، فقال الجعابي: عندي حديث[ ؟ ] ليس في الدنيا إلا عندي، فقال: هات، فقال: حدثنا أبو خليفة الجمحي، حدثنا سليمان بن أيوب، وحدث بحديث، فقال الطبراني: أخبرنا سليمان بن أيوب، ومني سمعه أبو خليفة، فاسمع مني حتى يعلو فيه إسنادك، فخجل الجعابي، فوددت أن الوزارة لم تكن، وكنت أنا الطبراني، وفرحت كفرحه"، أو كما قال.

## مصنّفاته
من تصانيفه:
| - المعجم الكبير. - المعجم الأوسط. - المعجم الصغير. - كتاب الدعاء. - كتاب عشرة النساء. - كتاب حديث الشاميين ويعرف كذلك بـمسانيد الشاميين. - كتاب المناسك. - كتاب الأوائل. - كتاب السنة. - كتاب الطوالات. | - كتاب الرمي. - كتاب النوادر. - مسند أبي هريرة. - كتاب التفسير المشهور بـتفسير الطبراني. - كتاب دلائل النبوة. - مسند شعبة. - مسند سفيان. - مسند عائشة. - مسند أبي ذر. | - معرفة الصحابة. - كتاب العلم. - كتاب الرؤية. - فضل العرب. - كتاب الجود. - كتاب الفرائض. - مناقب أحمد. - كتاب الاشربة. - كتاب الأولوية في خلافة أبي بكر وعمر. |

وغيرها...

## وفاته
أصيب بالعمى في آخر أيامه، فكان يقول: «الزنادقة سحرتني».
قال أبو نعيم الأصبهاني توفي الطبراني لليلتين بقيتا من ذي القعدة سنة ستين وثلاث مائة وقال الذهبي: «استكمل مائة عام وعشرة أشهر وحديثه قد ملأ البلاد». وقال ابن مردويه: ودفن بباب مدينة جي المعروف بتيرة بجنب حممة بن أبي حممة الدوسي.